# Christina Wayne
Christina Wayne (* in New York City) ist eine US-amerikanische Produzentin, Drehbuchautorin und Filmregisseurin. 

## Leben und Leistungen
Wayne wuchs in New Yorks Stadtteil Upper East Side auf und besuchte bis 1991 die Columbia University. Für die Firma Propaganda Films schuf sie Musikvideos und Werbespots. Sie führte Regie und schrieb das Drehbuch ihres ersten Kinofilms  Tart – Jet Set Kids (2001). In diesem Jugendfilmdrama verkörperte Dominique Swain die Hauptrolle eines heranwachsenden Schulmädchens. 
Im Jahr 2005 war Wayne als Programmberaterin für den US-amerikanischen Kabelfernsehsender AMC tätig. Im November 2005 erhielt sie den Titel Vizepräsidentin und leitet die Entwicklung von Film- und Serienprojekten von AMC. Infolgedessen war sie Executive Producer der Miniserie Broken Trail (2006) von Regisseur Walter Hill. Der Fernsehwestern gewann u. a bei der Primetime-Emmy-Verleihung 2007 in den Kategorien Beste Miniserie, Bester Haupt- (Robert Duvall) und Bester Nebendarsteller in einer Miniserie oder einem Fernsehfilm (Thomas Haden Church) und für das Casting.

## Filmografie

### Produzent
- 1997: E! True Hollywood Story (1 Folge)
- 2006: Broken Trail
- 2007: Mad Men
- 2012: Copper (Serie)

### Drehbuchautor
- 1997: E! True Hollywood Story (1 Folge)
- 2001: Tart – Jet Set Kids (Tart)

### Regisseur
- 2001: Tart – Jet Set Kids (Tart)